# Ángela Ruiz Robles

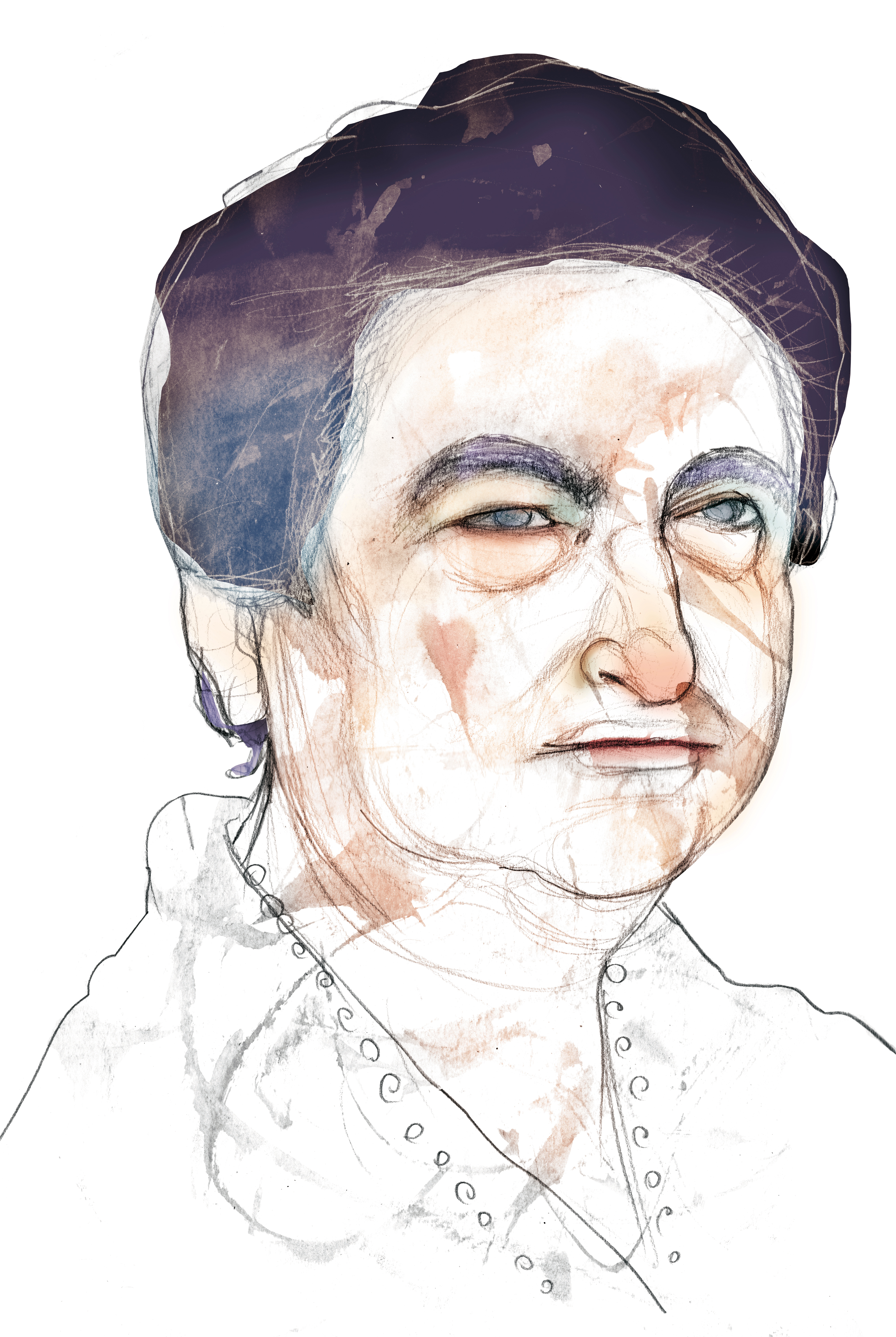
Ángela Ruiz Robles

Ángela Ruiz Robles (* 28. März 1895 in Villamanín; † 27. Oktober 1975 in Ferrol) war eine spanische Erfinderin und Lehrerin.

## Leben
Ángela Ruiz Robles wurde als Tochter von Feliciano Ruiz und Elena Robles im Jahr 1895 geboren. Ruiz Robles wurde durch ihre Erfindung der „Mechanischen Enzyklopädie“ bekannt. Sie war als Lehrerin und ab 1959 als Schulleiterin tätig und wurde durch ihren Erfindergeist bekannt. 1925 erhielt sie eine besondere Auszeichnung für ihr selbstloses Engagement, die auf Initiative ihrer Mitbürger verliehen wurde.
Zwischen 1938 und 1944 wurden die meisten von insgesamt sechzehn ihrer wissenschaftlichen Arbeiten abgefasst, herausgegeben und neu verlegt, die sich vor allem mit der Stenographie und Orthographie der spanischen Sprache beschäftigten. Hierzu zählte auch ihr Projekt, einen wissenschaftlich-grammatikalischen Atlas zu erstellen, um Spanien mit seiner Grammatik, Satzlehre, Morphologie, Rechtschreibung und Phonetik vorzustellen.
Um die Kinder von dem Gewicht ihrer Schulbücher zu entlasten, das Lernen attraktiver zu gestalten und den Unterricht an das Niveau eines jeden Schülers besser anpassen zu können, entwarf Frau Ruiz 1949 eine Vorrichtung bestehend aus Spulen sowie Text- und Lichtschienen, mit denen jede Art von Schriften erstellt werden konnten. Am 7. Dezember 1949 wurde ihr für ihren ersten Entwurf der „Mechanischen Enzyklopädie“ das spanische Patent Nummer 190.698 erteilt. 1962 entwarf sie einen Prototyp, der unter ihrer Leitung im Parque de Artillería von Ferrol hergestellt wurde. Ausgestellt wird dieses Gerät, das als ein Vorreiter des e-Books gilt, derzeit im staatlichen Museum für Wissenschaft und Technik (Museo Nacional de Ciencia y Tecnología) in A Coruña.

## Beschreibung der Mechanischen Enzyklopädie
Geöffnet, besteht die Vorrichtung aus zwei Teilen: Links befindet sich eine Reihe an automatischen Alphabeten in mehreren Sprachen. Durch leichtes Drücken einer Taste können die Buchstaben zu Wörtern, Sätzen, Aufgaben oder Themen und jede Art von Schriftstücken zusammengesetzt werden. Oberhalb des Alphabets befindet sich eine Spule mit verschiedenen technischen Zeichnungen und links eine weitere Spule mit Ornamenten und Figuren. Unterhalb des Alphabets befindet sich eine Plastikvorlage zum Schreiben, Arbeiten und Zeichnen. Der untere Teil umfasst ein Gehäuse zur Aufbewahrung von Lernfächern. Über die automatischen Spulen rechts und links, wo die gewünschten Bücher befestigt werden, können die Fächer sichtbar gemacht und die Spulen nach Bedarf angehalten werden. Das Gerät kann sowohl aufrecht als auch horizontal auf einem Tisch benutzt werden. Alle Teile sind austauschbar und zusammengeklappt hat das Gerät die Größe eines normalen Buches.